# Michael Gregoritsch
Michael Gregoritsch (* 18. dubna 1994 Štýrský Hradec) je rakouský profesionální fotbalista, který hraje na pozici staženého útočníka nebo klasického útočníka v německém klubu SC Freiburg a v rakouském národním týmu.

## Statistiky

### Klubové
K 15. květnu 2021
| Klub                 | Sezóna          | Liga                | Liga   | Liga | Pohár  | Pohár | Celkem | Celkem | Ref.   |
| Klub                 | Sezóna          | Liga                | Zápasy | Góly | Zápasy | Góly  | Zápasy | Góly   | Ref.   |
| -------------------- | --------------- | ------------------- | ------ | ---- | ------ | ----- | ------ | ------ | ------ |
| Kapfenberger SV      | 2009/10         | Rakouská Bundesliga | 4      | 1    | 0      | 0     | 4      | 1      | [ 5 ]  |
| Kapfenberger SV      | 2010/11         | Rakouská Bundesliga | 24     | 2    | 5      | 0     | 29     | 2      | [ 5 ]  |
| Kapfenberger SV      | 2011/12 (host.) | Rakouská Bundesliga | 16     | 1    | 0      | 0     | 16     | 1      | [ 5 ]  |
| Kapfenberger SV      | Celkem          | Celkem              | 44     | 4    | 5      | 0     | 49     | 4      | —      |
| 1899 Hoffenheim      | 2012/13         | Bundesliga          | 0      | 0    | 0      | 0     | 0      | 0      | [ 6 ]  |
| FC St. Pauli (host.) | 2013/14         | 2. Bundesliga       | 15     | 1    | 1      | 0     | 16     | 1      | [ 5 ]  |
| VfL Bochum (host.)   | 2014/15         | 2. Bundesliga       | 25     | 7    | 2      | 0     | 27     | 7      | [ 2 ]  |
| VfL Bochum           | 2015/16         | 2. Bundesliga       | 0      | 0    | 0      | 0     | 0      | 0      | [ 2 ]  |
| Hamburger SV         | 2015/16         | Bundesliga          | 25     | 5    | 1      | 1     | 26     | 6      | [ 7 ]  |
| Hamburger SV         | 2016/17         | Bundesliga          | 30     | 5    | 2      | 0     | 32     | 5      | [ 8 ]  |
| Hamburger SV         | Celkem          | Celkem              | 55     | 10   | 3      | 1     | 58     | 11     | —      |
| FC Augsburg          | 2017/18         | Bundesliga          | 32     | 13   | 1      | 0     | 33     | 13     | [ 9 ]  |
| FC Augsburg          | 2018/19         | Bundesliga          | 32     | 6    | 4      | 2     | 36     | 8      | [ 10 ] |
| FC Augsburg          | 2019/20         | Bundesliga          | 6      | 0    | 1      | 0     | 7      | 0      | [ 5 ]  |
| FC Augsburg          | 2020/21         | Bundesliga          | 24     | 1    | 2      | 0     | 26     | 1      | [ 5 ]  |
| FC Augsburg          | Celkem          | Celkem              | 94     | 20   | 8      | 2     | 102    | 22     | —      |
| Schalke 04 (host.)   | 2019/20         | Bundesliga          | 14     | 1    | 2      | 0     | 16     | 1      | [ 5 ]  |
| Celkem               | Celkem          | Celkem              | 247    | 43   | 21     | 3     | 268    | 46     | —      |

### Reprezentační
K 13. června 2021
| Rakousko | Rakousko | Rakousko |
| Rok      | Zápasy   | Góly     |
| -------- | -------- | -------- |
| 2016     | 1        | 0        |
| 2017     | 4        | 0        |
| 2018     | 6        | 1        |
| 2019     | 6        | 1        |
| 2020     | 6        | 2        |
| 2021     | 4        | 1        |
| Celkem   | 27       | 5        |

K zápasu odehranému 12. června 2021. Skóre a výsledky Rakouska jsou vždy zapisovány jako první
| Gól | Datum           | Místo                                      | Soupeř            | Skóre | Výsledek | Soutěž                                 |
| --- | --------------- | ------------------------------------------ | ----------------- | ----- | -------- | -------------------------------------- |
| 1.  | 27. března 2018 | Stade Josy Barthel, Lucemburk, Lucembursko | Lucembursko       | 3:0   | 4:0      | Přátelský zápas                        |
| 2.  | 6. září 2019    | Red Bull Arena, Wals-Siezenheim, Rakousko  | Lotyšsko          | 6:0   | 6:0      | Kvalifikace na Mistrovství Evropy 2020 |
| 3.  | 4. září 2020    | Ullevaal Stadion, Oslo, Norsko             | Norsko            | 1:0   | 2:1      | Liga národů UEFA 2020/21               |
| 4.  | 11. října 2020  | Windsor Park, Belfast, Severní Irsko       | Severní Irsko     | 1:0   | 1:0      | Liga národů UEFA 2020/21               |
| 5.  | 13. června 2021 | Arena Națională, Bukurešť, Rumunsko        | Severní Makedonie | 2:1   | 3:1      | Euro 2020                              |